# Kalcijev klorid
Kalcijev klorid (CaCl2, E 509) je poznata kalcijeva sol koja se najviše koristi za sušenje tvari.

## Svojstva i osobine
Ima izrazito slan okus. Lako je topljiv u vodi i alkoholima, a otapanjem kalcijeva klorida u vodi temperatura raste, što se naziva egzotermna reakcija. Iz otopine kristalizira kao dihidrat.

Jako je higroskopna tvar, što znači da apsorbira vlagu iz okoline postupno prelazeći u smjesu hidrata (najstabilniji su dihidrat i heksahidrat), a zatim i u vodenu otopinu pa ga je potrebno držati dobro zatvorenog u suhoj posudi na suhom mjestu. Molarna masa iznosi 110,98 g mol−1 (anhidrid).
Nastaje u velikim količinama kao sporedni proizvod kod dobivanja sode po Solvayevu postupku. U prirodi se pojavljuje u mineralu tahidritu, a u malim količinama ima ga u moru i mineralnim vodama.

## Dobivanje
Tvornički se dobiva spaljivanjem kalcija u kloru.
Laboratorijski se dobiva:
1. Reakcijom klorovodične kiseline i kalcijeva nitrata (može i vapna), a onda uparavanjem do suhoga.
2. Otapanjem kalcijeva karbonata (jeftinije solucije su kamen vapnenac, mramor i drugi minerali koji sadrže CaCO3) u klorovodičnoj kiselini.
CaCO3 + 2 HCl --> CaCl2 + H2O + CO2
Iz vodene otopine nastane dihidrat, a sušenjem u eksikatoru ili pak, brže, uparavanjem do suhoga, ostane bijela tvar bezvodnoga kalcijeva klorida anhidrata.
Na 772 °C nastaje anhidrat, na 260 °C monohidrat, na 176 °C dihidrat, na 45.5 °C tetrahidrat, a na 30 °C heksahidrat.

## Upotreba
Kalcijev klorid koristi se u prehrambenoj industriji za učvršćivanje (vezivo praškastih tvari), nalazimo ga u sportskim pićima i flaširanoj vodi, a također se može koristiti kao konzervans za održavanje čvrstoće konzerviranog povrća. U većim koncentracijama, daje slani okus kiselim krastavcima ne povećavajući sadržaj natrija.
U mliječnoj industriji vraća prirodnu ravnotežu između kalcija i proteina za potrebe proizvodnje sireva. Koristi se i u industriji piva za ispravljanje nedostataka minerala u vodi, a također može utjecati na funkcioniranje kvasca tijekom fermentacije.
Koristi se i kao elektrolit, sastojak je rashladnih otopina (antifriz), kao vrlo dobro sredstvo za sušenje i kao takav se nalazi u prodaji.
Upotrebljava se za sušenje plinova i organskih proizvoda te kao katalizator.